# Eisenbahnbrücke Nijmegen
Die Eisenbahnbrücke Nijmegen (niederländisch Spoorbrug Nijmegen) überspannt in der niederländischen Stadt Nijmegen die Waal, den südlichen Arm des Rheins im Rhein-Maas-Delta. Auf der 1983 erneuerten Fachwerkkonstruktion verlaufen die Bahnstrecke Arnhem–Nijmegen sowie ein 2004 an der Eisenbahnbrücke befestigter Fahrrad- und Fußgängerweg zwischen dem Stadtzentrum und dem nördlich gelegenen Stadtteil Lent. Die Brücke befindet sich bei Kilometer 26,85 der niederländischen Wasserstraße 101 (Rhein–Waal–Boven-Merwede–Beneden-Merwede–Noord) (Rhein-Kilometer 884,50).

## Geschichte

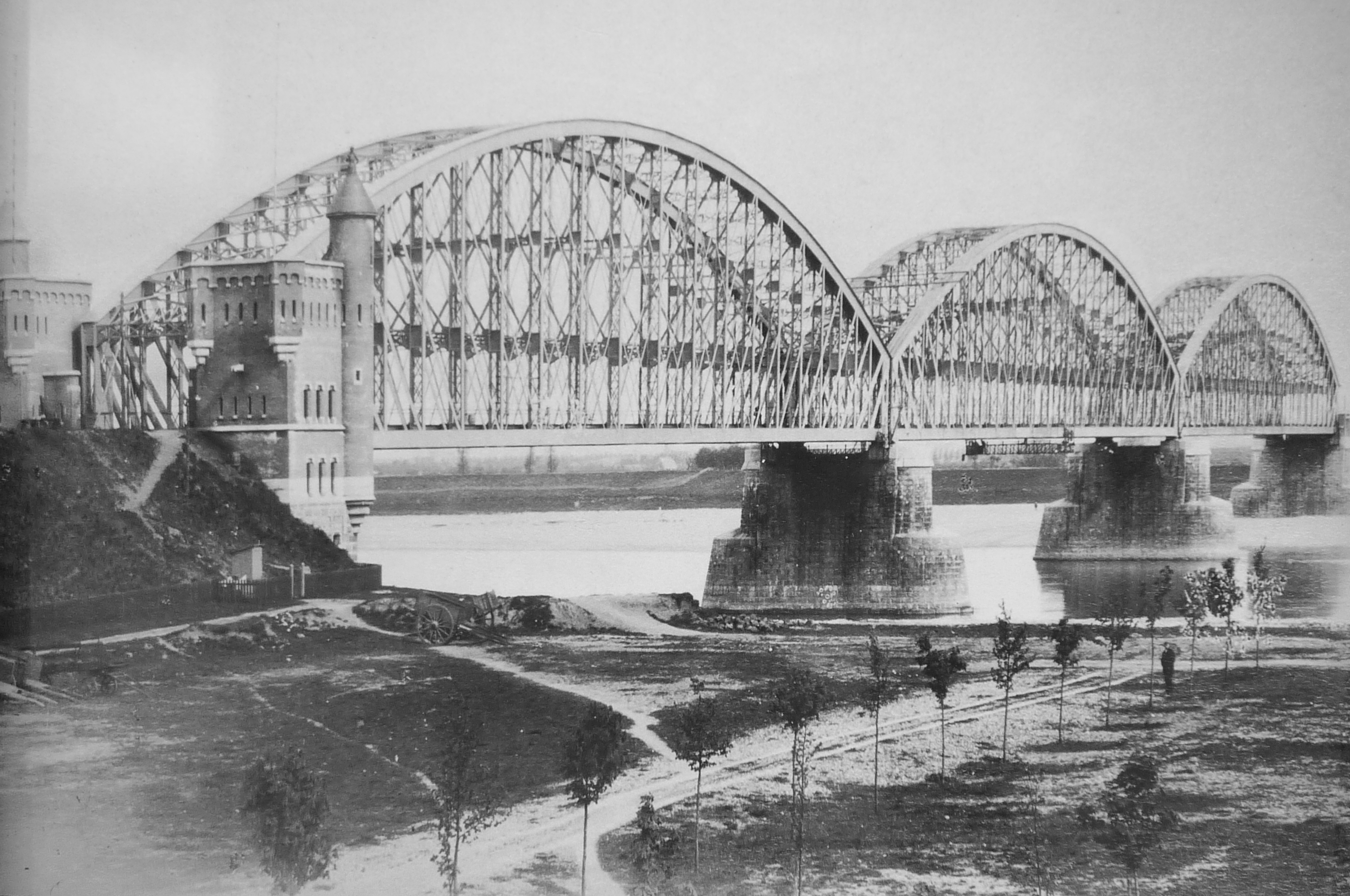
Die Eisenbahnbrücke Nijmegen, um 1879

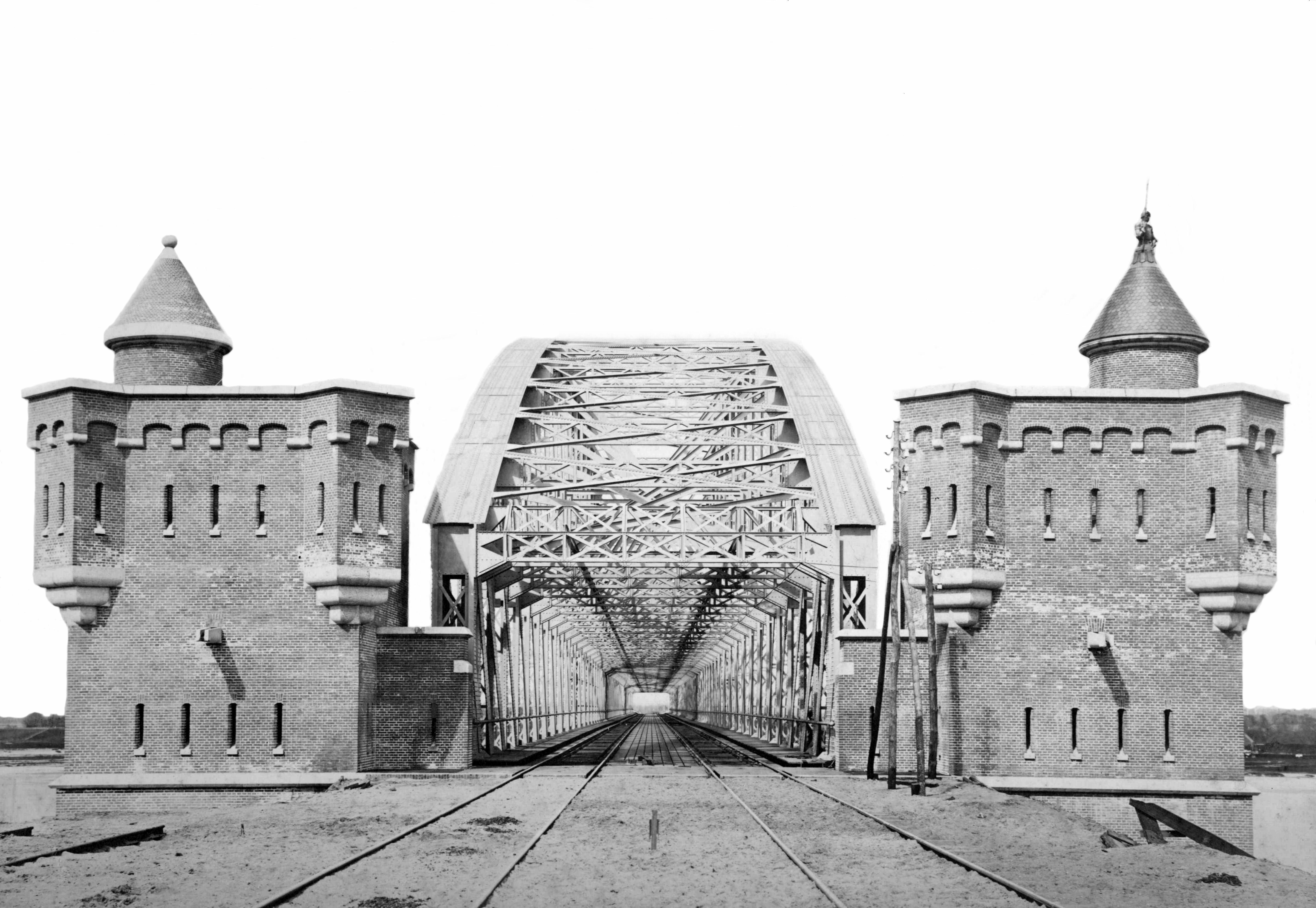
Die Brückentürme am südlichen Widerlager, 1880

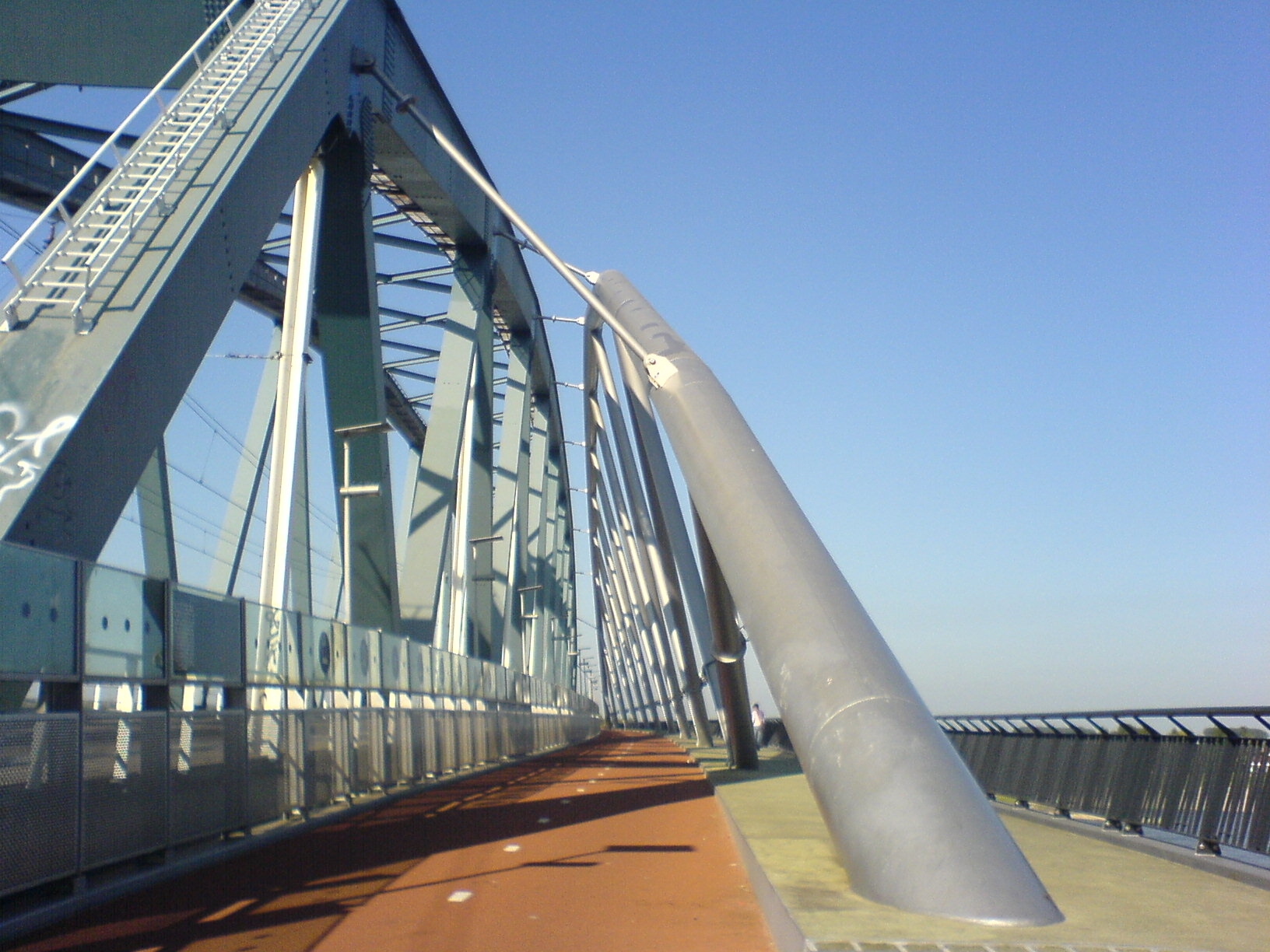
Der 2004 an der Brücke befestigte Snelbinder

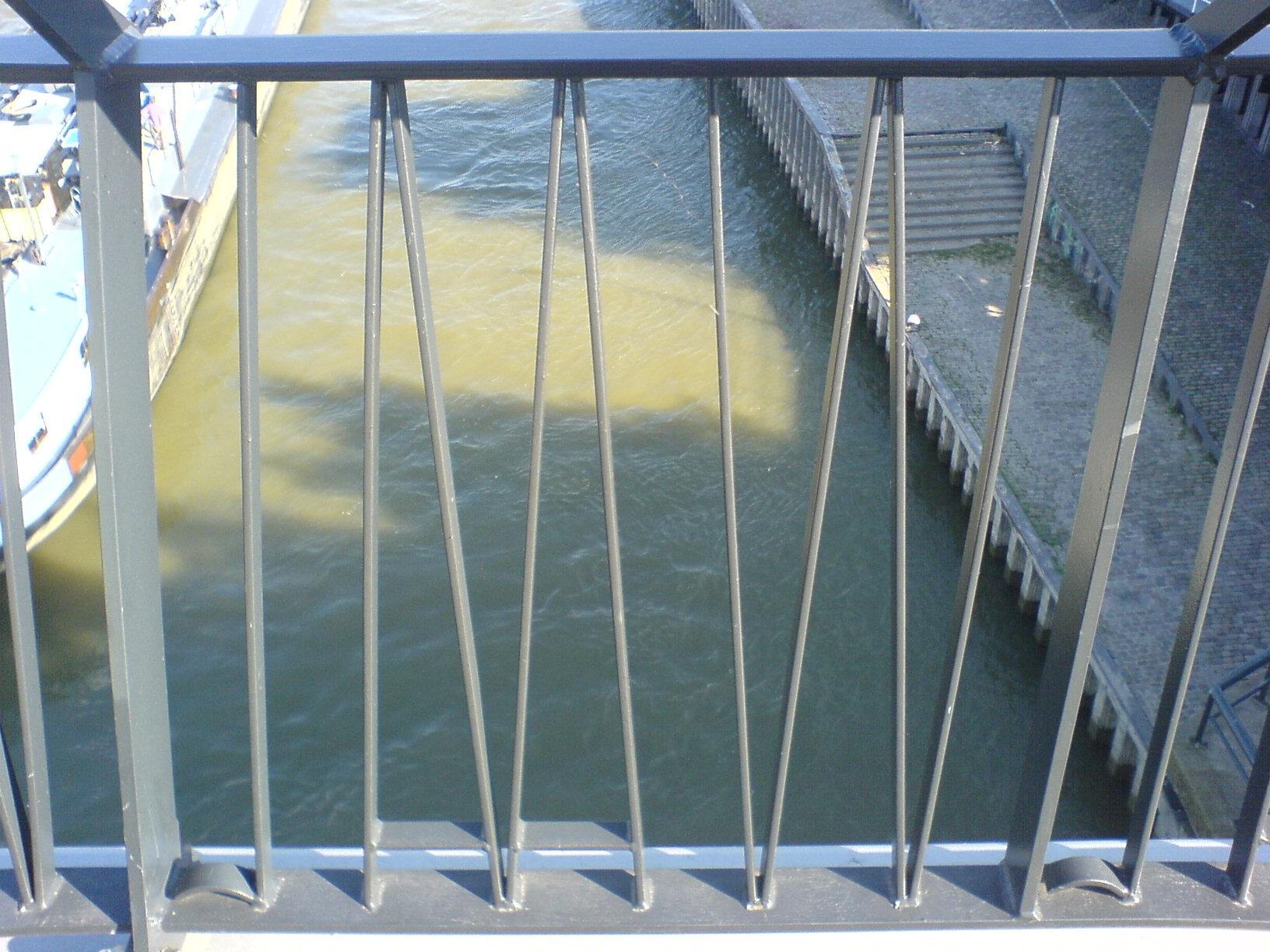
Die Geländerpfosten des Snelbinder formen den Schriftzug Waal, hier seitenverkehrt

Nachdem Mitte der 1870er Jahre die wichtigsten Eisenbahnverbindungen in den Niederlanden fertiggestellt waren, ergänzte man das Streckennetz noch durch einige sogenannte Staatslijnen (deutsch Staatslinien). Eine der wichtigsten dieser nachträglichen Verbindungen war die Bahnstrecke Arnhem–Nijmegen. Die Strecke hatte zwar nur eine Länge von 17 Kilometern. Der Bau von zwei Brücken über den Nederrijn bei Arnhem und die Waal bei Nijmegen gestaltete das Vorhaben dennoch sehr aufwendig. 1875 wurde mit dem Bau der Eisenbahnbrücke in Nijmegen begonnen, am 12. Juni 1879 wurde das Bauwerk eröffnet. Drei Tage später fuhr der erste Zug über die dreibogige Strombrücke. Die Stützweiten der Brücke betrugen von Süden nach Norden 3 × 129,4 m + 5 × 55,8 m. Nach einem Entwurf des Architekten Pierre Cuypers wurden am südlichen Widerlager zwei Brückentürme im Stil einer mittelalterlichen Festung erbaut. Sie wurden fortan als zusätzliches Stadttor wahrgenommen. Durch die Eröffnung der Bahnstrecke hatte Nijmegen als eine der letzten großen niederländischen Städte Anschluss an das Eisenbahnnetz. Gleichzeitig war die Eisenbahnbrücke die erste feste Brücke in Nijmegen. Eine Straßenbrücke sollte die Stadt jedoch erst mit der 1936 erbauten Waalbrücke erhalten.
Während des Zweiten Weltkriegs spielte die Brücke mehrfach eine wichtige strategische Rolle. Nach dem Angriff der Wehrmacht auf die Niederlande wurde der Hauptbogen am 10. Mai 1940 vom niederländischen Militär gesprengt. Anschließend wurde die Brücke von den deutschen Besatzern repariert, sodass sie am 17. November des gleichen Jahres wieder befahren werden konnte. Auf den Brückentürmen wurden FlaK-Stellung eingerichtet. Das Bauwerk wurde während der Operation Market Garden im September 1944 zunächst fast unbeschädigt von den Alliierten erobert. Am 28. September gelang es deutschen Kampfschwimmern dennoch, den mittleren Hauptbogen zu sprengen. Nach Kriegsende wurde der Schaden erneut behoben, wobei die bereits von den Deutschen beschädigten obersten Stockwerke der Brückentürme entfernt wurden. Ab 1. August 1945 konnten wieder Züge über die Brücke fahren.
Da die zwei Brückenpfeiler im Flussbett ein Hindernis für die Schifffahrt darstellten, wurde die Brücke 1983 durch eine neue Konstruktion ersetzt. Zuerst errichtete man neue Vorlandbrücken aus Stahlbeton, dann die Hauptüberspannung mit einer Länge von 235 Metern, damals die größte Spannweite einer Eisenbahnbrücke in den Niederlanden und die weltweit größte Spannweite eines Fachwerk-Einfeldträgers. Im Flussbett lag nunmehr lediglich noch ein Pfeiler. Abschließend folgten der Austausch der restlichen Träger und letzte Anpassungen.
In den Jahren 2002 bis 2004 befestigte man direkt an der Eisenbahnbrücke eine Überquerung für den etwa zwei Kilometer langen Fahrrad- und Fußgängerweg Snelbinder, der Nijmegen mit dem Stadtteil Lent verbindet. Die Vorlandbrücke besteht aus einfeldigen Betonbalken, eingehängt in Konsolen. Die Hauptbrücke ist ein einzelner Rohrbogen, dessen Zusammenbau auf einer Plattform in der Waal erfolgte. Aufgrund des niedrigen Wasserstandes musste die im September 2003 geplante Befestigung des Bogens verschoben werden. Am 20. März 2004 wurde die Konstruktion mit vier Schwimmkränen an die Eisenbahnbrücke gehängt. Dabei mussten Schiffs- und Bahnverkehr für einen Tag unterbrochen werden. Wegen einiger schlecht zu erreichenden Treppen wurde das Bauwerk mehrfach kritisiert. Außerdem wurde der Anblick der inzwischen unter Denkmalschutz stehenden Brückentürme durch die Anbringung des Radwegs gestört. 2008 wurden die Türme für 1.372.052 € von der Stadt Nijmegen, ProRail, dem niederländischen Verkehrsministerium und Geldern aus dem Europäischen Fonds für regionale Entwicklung renoviert. Dabei wurden die im Zweiten Weltkrieg zerstörten Gebäudeteile nach Originalplänen rekonstruiert.

## Weblinks

Waalbrücke, Snelbinder und die Eisenbahnbrücke Nijmegen